# Фонтниј (Шарант)
Фонтниј (фр. Fontenille) насеље је и општина у западној Француској у региону Поату-Шарант, у департману Шарант која припада префектури Ангулем.
По подацима из 2011. године у општини је живело 340 становника, а густина насељености је износила 35,71 становника/km². Општина се простире на површини од 9,52 km². Налази се на средњој надморској висини од 126 метара (максималној 128 m, а минималној 55 m).

## Демографија
| 1962. | 1968. | 1975. | 1982. | 1990. | 1999. | 2011. |
| ----- | ----- | ----- | ----- | ----- | ----- | ----- |
| 301   | 327   | 346   | 313   | 335   | 334   | 340   |

График промене броја становника у току последњих година